# Alexanderhaven (Moskva)
 For alternative betydninger, se Alexanderhaven. (Se også artikler, som begynder med Alexanderhaven)
Alexanderhaven (russisk: Алекса́ндровский сад) er en park beliggende umiddelbart op til Kreml og Den Røde Plads i det historiske centrum af Moskva i Rusland. Parken var en af de første offentlige parker i byen. Den strækker sig langs hele den vestlige del af Kremlmuren.  
Parken er anlagt på Neglinnajaflodens tidligere flodseng og stod færdig i 1823. Den er opkaldt efter datidens regerende kejser, Alexander 1. af Rusland.
I parken findes Den ukendte soldats grav, der blev opført i 1967.
- Wikimedia Commons har flere filer relateret til Alexanderhaven (Moskva)

55°45′09″N 37°36′50″Ø / 55.752393°N 37.613851°Ø